# Gütekraft
Der Begriff Gütekraft wurde von Martin Arnold geprägt und stellt einen Versuch dar, den Begriff der Satyagraha von Mahatma Gandhi ins Deutsche zu übertragen und den Begriff der Gewaltfreiheit zu vermeiden, der zu eng greift.

„Gütekraft bedeutet mehr, als keine Gewalt auszuüben. Gütekraft ist ein mögliches Element oder ein möglicher Aspekt des Prozesses aktiver Konfliktbearbeitung.“

Gütekraft beinhaltet sowohl Entwicklung und Anwendung gewaltfreier Aktionen im politischen Raum als auch immer eine Entscheidung für einen Wert (Gerechtigkeit, Freiheit usw.) sowie die Verantwortung des Einzelnen, wertbegründete Entscheidungen zu treffen und die Folgen dieser Entscheidungen zu tragen. Das erfordert Mut, „soul force“, das Wirken einer Kraft.
Gütekraft wird durch eine Reihe von Eigenschaften charakterisiert, die Haltung, Lebensweise, Beziehungen, Aktionen, Handlungen und Kommunikation bestimmen: geduldig, konstruktiv, kreativ, aktiv und offensiv, verändernd, gerecht, vielfältig, wahrhaftig, nicht verletzend, prozesshaft, selbstbestimmt, freiwillig (Birgit Berg).
Die Gütekraft-Forschung, als eine Antwort auf die allgemein angemahnte Friedensursachenforschung, beschäftigt sich mit Fragestellungen, die eine systematische Bestimmung von Gewaltfreiheit bzw. Gütekraft ermöglichen. Ein Forschungsprogramm von Martin Arnold fragt nach individuellen Voraussetzungen, Einstellungen und Haltungen, Deutungsmustern und Handlungsstrategien, Auswirkungen, allgemeinen und situativen Faktoren, nach Veränderungsfaktoren und notwendigen Modifikationen der bekannten Konfliktlösungsmodelle.

## Entstehung des Begriffs
Der Begriff Gütekraft ist entstanden, weil „Gewaltfreiheit“ das Konzept von Gandhi und anderen, die sich erfolgreich für mehr Gerechtigkeit, Freiheit und Menschlichkeit einsetzten, nur unzulänglich wiedergibt. Gandhi gebrauchte für seine Streitkunst im Indischen zwei Ausdrücke: Ahimsa und Satjāgrah (das zweite a wird lang gesprochen, engl. Schreibweise: satyagraha). Bisher haben er und andere aber nur Ahimsa = Nicht-Verletzen ins Englische übersetzt: non-violence. Dieser Ausdruck wurde in weitere Sprachen übertragen. Daneben schuf Gandhi 1908 das neue Sanskrit-Wort Satjāgrah. Er erklärte es als love-force, truth-force und soul-force und als Kraft, die aus Wahrheit und Liebe geboren wird. Britische Freunde von Gandhi gebrauchten auch den Begriff goodness-force. Gütekraft ist die Übertragung von Satjāgrah ins Deutsche.
Der Begriff wird in der Friedensforschung und der Friedensbewegung seit Mitte der 1990er Jahre benutzt. Er bezeichnet die Kraft, die bei gewaltfreiem Vorgehen zum Abbau sozialer Missstände zur Wirkung kommt und entscheidend für dessen Erfolg ist. Die Gütekraft-Forschung ist ein Teilbereich der Friedensforschung und untersucht Elemente, Bedingungsfaktoren, Anwendungsmöglichkeiten und Grenzen dieser Kraft. Entscheidende Beiträge zum Verständnis der Gütekraft haben der Psychotherapeut Robert Antoch, der Psychologe Burkhard Bläsi und zuletzt der Essener Friedensforscher Martin Arnold geleistet. Arnold verglich die Konzepte gewaltfreien Handelns von Hildegard Goss-Mayr, Mohandas K. Gandhi und Bart de Ligt und beschrieb die ihnen gemeinsame Vorstellung von der Wirkungsweise der Gütekraft. Mit einem idealtypischen Modell beantwortet er die Frage: Wodurch kommt gewaltfreies Vorgehen in gesellschaftlichen und politischen Konflikten zum Erfolg?
Non-violence, Gewaltlosigkeit, Gewaltfreiheit, kam im Westen vor allem als Appell oder Forderung „Keine Gewalt!“ an. Das lenkt vom Wesentlichen der Gandhi‘schen Streitkunst ab: von der verändernden Kraft, wie die Quäker seit langem sagen. Von Gütekraft und gütekräftigem Vorgehen zu sprechen, bringt die Stärke von Gandhis Konzept besser ins Bewusstsein. Gandhi verstand sich nicht als Apostel der Gewaltlosigkeit, sondern als Experimentator mit einer Kraft, als Experimentator der Gütekraft.

## Die Wirkungsweise der Gütekraft

### Grundannahmen
Wer gütekräftig handelt, geht von der Annahme aus: Alle Menschen neigen zumindest unbewusst dazu, wohlwollend und gerecht zu handeln. Anders gesagt: Die Potenz zu gütekräftigem Handeln ist allen Menschen eigen. In Artikel 1 der Allgemeinen Erklärung der Menschenrechte der Vereinten Nationen wird diese Kraft Vernunft, Gewissen und Geist der Geschwisterlichkeit genannt. Bereitschaft und Neigung zu Kooperation wurden in jüngeren Forschungen von der Biologie und Gehirnforschung über die Verhaltensforschung, die Sozialpsychologie und anderen bis zur Neurologie und Psychiatrie als elementare Kategorie des Menschseins wiederentdeckt. Das Vertrauen auf die allgemein-menschliche Neigung zu Wohlwollen und Gerechtigkeit ist die Grundlage der Wirksamkeit gütekräftigen Vorgehens.

### Gemeinwohl-Orientierung
Das Gütekraft-Konzept gilt nicht nur für Konflikte, sondern darüber hinaus für gesellschaftliche und politische Missstände, das heißt für allgemein erkennbare Mängel an Freiheit, Gerechtigkeit oder Menschlichkeit. Das Modell ist am Gemeinwohl nach dem Maßstab der Fülle des Lebens für alle ausgerichtet. Für die Durchsetzung von Partikularinteressen und rein egoistische Ziele einschließlich politischem Hegemoniestreben ist es nicht geeignet.

### Stufenmodell: Vom Wahrnehmen der Eigenverantwortung zum zivilen Ungehorsam
Der Essener Friedensforscher Martin Arnold beschreibt die Wirkungsweise der Gütekraft auf sechs Stufen mit zunehmendem Schwierigkeitsgrad. In der Praxis lassen sich mehrere Stufen zugleich nehmen, für hohe Wirksamkeit darf aber keine Stufe übersprungen werden. Zum Konzept gehört auch die selbstkritische Auswertung aller Aktivitäten.
- Erste Stufe: (Selbst erkennen und risikobereit handeln)

Wer sich gütekräftig engagiert – einzeln oder als Gruppe –, fragt sich zunächst nach eigenen Anteilen am Missstand und ist bereit, Kosten oder auch Risiken auf sich zu nehmen, um zu dessen Behebung beizutragen.
- Zweite Stufe: (Auswertung der ersten Aktivität und Verbesserung der eigenen Handlungsmöglichkeiten)

Wenn der Missstand durch Aktivitäten der ersten Stufe nicht behoben werden konnte, folgen die Auswertung der Ereignisse und weitere Anstrengungen zum Abbau des Missstandes. Stärkung und Ausbildung der eigenen Fähigkeiten spielt dabei eine wichtige Rolle (Empowerment). Dazu kann auch Persönlichkeitsentwicklung gehören. Falls klar ist, dass für den Abbau des Missstandes außer den bisher engagierten weitere Personen nötig sind, kommt es zu Aktivitäten der dritten Stufe.
- Dritte Stufe: (Mit anderen gemeinsam den Missstand abbauen)

In dieser Stufe erfolgt der Schritt auf die Personen zu, welche zum Abbau des Missstands wesentlich beitragen können. Alle an einem Missstand Beteiligten werden von vornherein und durchgehend als potenziell Verbündete zum Abbau des Missstands angesehen und angesprochen, nicht als „Gegner“. (Kampfvokabular gegen Personen passt nicht zum gütekräftigen Vorgehen.) Allen, auch denen, die in der Sache Gegner sind, wird zugetraut und zugemutet, wahrhaftig, gerecht und verantwortungsbewusst handeln zu können. Diese Haltung schließt die absichtliche Schädigung dieser Personen aus, auch abwertende Äußerungen über sie privat und in der Öffentlichkeit. Wenn die Angesprochenen die Lage nicht als Missstand beurteilen, ist der Dialog über diese Frage die erste Aufgabe.
Beim Dialog ist wichtig, zwischen den Personen und ihren Handlungen zu unterscheiden und die für den Missstand Verantwortlichen nicht negativ zu etikettieren. Für gütekräftig Handelnde sind dagegen positive Handlungen oder Eigenschaften der anderen Beteiligten wichtig, zum einen, um die Kontaktaufnahme mit ihnen zu erleichtern, zum andern, damit sie sich leichter innerlich ansprechen lassen. Mit Respekt vor den Personen wird die Kritik an ihren Handlungen bzw. deren Folgen im Dialog ganz deutlich gemacht.
Bei größeren Konflikten geht die Auseinandersetzung auf der nächsten Stufe weiter.
- Vierte Stufe: (Eskalation I)

Einbeziehung der Öffentlichkeit und Intensivierung des Einsatzes. Die Gruppe der Unterstützenden wird verbreitert. Appelle oder auch dramatisierende Aktionen dienen dazu, allgemein anerkannte Personen und die Öffentlichkeit anzuregen, das Anliegen ebenfalls zu vertreten. Der Dialog mit den anderen Beteiligten wird so in der Öffentlichkeit fortgesetzt. Bei Aktionen vermeiden die Engagierten, andere Personen zu schädigen. Lässt sich das nicht vermeiden, so werden die Schäden nach Möglichkeit ausgeglichen (Beispiel: Gegner von genverändertem Saatgut entfernen die genmanipulierte Saat und säen anschließend natürliche Saat auf den Feldern aus). Derartiges wohlwollend-gerechtes Streiten regt andere Menschen und die Öffentlichkeit dazu an, ebenfalls tätig zu werden („Mitschwingen“). So kann bei den vorrangig Verantwortlichen innerer Druck entstehen, den Weg des Unrechts zu verlassen und bei der Behebung des Missstandes mitzuwirken. Das wird eher wahrscheinlich, wenn sie nicht in ihrer Person angegriffen werden und sich von den Betroffenen nicht persönlich bedroht fühlen (gewaltfreies Vorgehen).
Falls die Unterstützer des Missstandes zu Gegenmaßnahmen greifen, ist die fünfte Schwierigkeitsstufe erreicht.
- Fünfte Stufe: (Eskalation II)

Ausdauer, Vorbereitung und Erhöhung des Einsatzes. Die Aktiven bereiten sich rechtzeitig darauf vor, mit Schmerzen und Schädigungen so umzugehen, dass die aktive Ablehnung des Unrechts nicht in Hass und Kampfbereitschaft gegen die Verursacher der Schädigung umschlägt. Workshops oder Seminare zur Persönlichkeitsbildung helfen dabei, Möglichkeiten zu finden und einzuüben, wie sich Wohlwollen und Dialogbereitschaft auch unter erschwerten Bedingungen aufrechterhalten lassen. Zur Vorbereitung gehört außerdem die Entwicklung methodischer Fähigkeiten bis hin zu konkreten Vorbereitungs- und Vorsorgemaßnahmen bei Gütekraft-Aktionen (herkömmlich gewaltfreie Aktionen genannt).
Auch können Aktivitäten wichtig sein, die die eigene Seite an die gütekräftige Vorgehensweise erinnern. Als beispielsweise die jahrelangen, zu weltweiter Solidarität führenden Bemühungen für die Rechte der mexikanischen Landarbeiter in Kalifornien 1968 durch brutale Gegenmaßnahmen der Unternehmer an einen kritischen Punkt kamen und in Gewalt umzuschlagen drohten, fastete der Gewerkschaftsführer Cesar Chavez 25 Tage. Das führte in der Bewegung zu einem neuen Aufbruch und zu wachsender Unterstützung immer breiterer Kreise aus allen Teilen der USA. Wenn die vorrangig Verantwortlichen zu extremen gewaltsamen Gegenmaßnahmen bereit sind, können freiwillige wohlwollend-gerecht-streitbare Aktionen zeigen, dass die Engagierten auch zu hohem Einsatz bereit sind und sich nicht einschüchtern lassen.
Durch diesen Einsatz der Engagierten wird bei den vorrangig Verantwortlichen ihr eigener Drang zu Wahrheit und Menschlichkeit intensiv angesprochen. Dadurch können bei ihnen innere Zwiespältigkeit und innerer Druck entstehen oder wachsen, so dass sich etwa bei Konfrontationen einzelne oder mehrere Personen aus ihrer Gruppe mit den Engagierten solidarisch erklären und auch zum Abbau des Missstands beitragen, anstatt ihn weiter zu stützen. So kann der Missstand, wenn nötig durch weitere Gütekraft-Aktionen, schließlich behoben werden.
Falls dies nicht geschieht, weil für den Missstand verantwortliche Schlüsselpersonen immer noch unzugänglich bleiben, ist die sechste Stufe erreicht.
- Sechste Stufe: (Eskalation III)

Massenhafte Nicht-Zusammenarbeit, ziviler Ungehorsam und Aufbau von Alternativen. Ein (Unrechts-)System und ein Missstand können nur dann weiter bestehen, wenn Menschen sie unterstützen. Tun sie das nicht mehr, kommt das System ins Wanken. Immer mehr Personen, die die Machtausübung der Schlüsselpersonen stützen, werden mit der Ansteckungskraft der Güte dazu angeregt, ihre Unterstützung des Unrechtssystems aufzukündigen. Dafür organisieren die Engagierten Nichtzusammenarbeit und den Aufbau von Alternativen. Möglichkeiten sind z. B. die Rückgabe von Ämtern, Boykott, Streik, Generalstreik, massenhafte Befehls-, Kriegsdienst- und Steuerverweigerung sowie die Besetzung von Gebäuden und Einrichtungen. Zum Aufbau von Alternativen können z. B. die Besetzung und Umwidmung von Gebäuden oder der Entwurf einer neuen Verfassung beitragen. Ohne den Aufbau besserer Strukturen ist die nachhaltige und dauerhafte Beseitigung eines Missstandes nur schwer möglich. Die beschriebenen Gütekraft-Aktionen können sehr mächtig sein und heftige Gegenreaktionen hervorrufen, durch die das Risiko steigt, dass die Konfrontation in gewalttätige Auseinandersetzungen abdriftet. So werden die Gefährdung von Menschenleben und die Unterdrückung der Engagierten und ihres Anliegens wahrscheinlicher. Darum halten auch bei derartigen Aktionen die Engagierten den Appell-Charakter und die Dialogbereitschaft im Vordergrund, worauf zumindest die führenden Personen des gütekräftigen Einsatzes sorgfältig achten. Das Ziel „Machtentzug“ als Handlungsmotiv überwiegt nicht den Appell und verselbständigt sich nicht. Die Nichtzusammenarbeit höhlt fortschreitend die Macht der Schlüsselpersonen aus. Sie kann bis zu deren völliger Entmachtung gesteigert werden, so dass sie entweder vorher einlenken oder ihre Macht aufgeben – wie eine Reihe von Beispielen gütekräftiger Beendigung von Diktaturen zeigt. [7]

### Grundelemente der Wirkungsweise: Eigentätigkeit, Mitschwingen, Nichtzusammenarbeit
Bei gütekräftigem Handeln sprechen die Engagierten aus ihrer Neigung zu Wohlwollen und Gerechtigkeit heraus andere so an, dass diese sich in ihrem Handeln ebenfalls von ihrer eigenen, vielleicht kaum bewussten Neigung zu Wohlwollen und Gerechtigkeit leiten lassen. Dabei spielen vor allem folgende Elemente eine Rolle:
Eigentätigkeit: Gütekräftig Handelnde konzentrieren sich zunächst auf ihre eigene Mitverantwortung an einem Missstand: Sie suchen nach Möglichkeiten, wie sie selber den Missstand abbauen oder dazu beitragen können, und setzen sie um. Wenn dies nicht ausreicht, suchen sie nach Wegen, die Unterstützung anderer zum Abbau des Missstandes zu erhalten. Das engagierte Vorbild und die wohlwollende Haltung stecken andere an. Martin Arnold spricht von Mitschwingen.
Mitschwingen: Andere Menschen werden durch das Vorangehen engagierter Personen zu Solidarität und Unterstützung angeregt. Dadurch wird eine positive Dynamik in Gang gesetzt, eine „Engelsspirale der Gütekraft“ (im Gegensatz zum „Teufelskreis der Gewalt“).
Nichtzusammenarbeit: Wenn nach breitem und intensivem Einsatz und so entstandenem öffentlichem Druck wichtige Schlüsselpersonen sich immer noch weigern, am Abbau des Missstands mitzuwirken, wird deren Macht durch organisierte Nichtzusammenarbeit untergraben. Der Erfolg wird durch die Teilnahme von immer mehr Menschen, durch massenhaftes Mitschwingen, möglich.

### Günstige Persönlichkeitsmerkmale
Es gibt verschiedene Eigenschaften, die für gütekräftiges Vorgehen hilfreich sind. Neben einer Grundhaltung des Wohlwollens sind dies vor allem Mut, Ausdauer und Beharrlichkeit sowie Offenheit und die Bereitschaft zum Dialog. Wichtig sind auch Empathie und die Fähigkeit, die Standpunkte, Wahrheiten und positiven Eigenschaften von anderen wahrzunehmen. Diese Fähigkeiten sind möglicherweise nicht alle von Anfang an vorhanden, können aber durch Persönlichkeitsbildung entwickelt werden. Diese Aufgabe gehört zum gütekräftigen Empowerment.

### Empowerment
Die Offenheit für Neues einschließlich der Bereitschaft zur Persönlichkeitsentwicklung ist Voraussetzung für gütekräftiges, wohlwollend-gerechtes Streiten. Beim Empowerment stärken die Engagierten ihre Kraft und ihre Einsatzbereitschaft, indem sie die nötigen Fähigkeiten zum Widerstand und zum Aufbau konstruktiver Alternativen entwickeln. Das notwendige Lernen bezieht sich sowohl auf die Grund-Haltungen und -Überzeugungen wie auch auf die Kompetenz, die Methoden auszuwählen und anzuwenden, die der jeweiligen Situation angemessen sind.
Für Hildegard Goss-Mayr ist der erste Schritt in diesem Empowerment die Notwendigkeit, die Kraft der Gewaltfreiheit in sich selbst zu entdecken. Goss-Mayr spricht davon, „der Liebe in sich mehr Raum zu geben“. Sich die Kraft im Eigenen bewusst zu machen, kann Einzelnen und Gruppen helfen, für den Abbau des aktuellen Missstands Kosten und Risiken in Kauf zu nehmen und eine eventuell vorhandene Opferhaltung abzulegen. Wer sich der eigenen Gütekraft bewusst ist, traut sie auch anderen leichter zu, entwickelt Empathie und vertraut auf ihre Neigung zu Wohlwollen und Gerechtigkeit.
Bei den Methoden ist die Analyse der Situation der Ausgangspunkt (vgl. z. B. das Analysedreieck bei Hildegard Goss-Mayr, 2004). Was genau ist der Missstand? Welches sind die Faktoren und die Personengruppen, die zur Aufrechterhaltung des Missstandes beitragen? Mit welchen Gruppen gibt es Gemeinsamkeiten? [8] Damit kommen Ansatzpunkte für Aktivitäten und Ansprechpartner in den Blick. Je nach Situation können viele weitere Fähigkeiten wichtig sein, von der Öffentlichkeitsarbeit über Fundraising für die solidarische Unterstützung Betroffener bis zu Projekt- und Kampagnenmanagement.